# 艾比尼澤·史古基
艾比尼澤·史古基（英語：Ebenezer Scrooge）是查爾斯·狄更斯小說《小氣財神》的主角。在小說開始時，他是一個冷酷無情的守財奴，但在聖誕夜歷經過去、現在和未來三個聖誕幽靈的造訪後，痛改前非，變得不再吝嗇。
如今「史古基」一詞已成為英語中吝嗇鬼、守財奴的代名詞:180。

## 角色經歷
史古基是一位倫敦銀行家，他非常刻薄吝嗇，拒絕捐款給慈善機構，鄙視窮人也十分討厭聖誕節並且相信聖誕節是騙人捐錢而來的。
幼年時期父親對史古基態度冷淡，唯有善心的姊姊願意釋出關懷。其後早逝的姊姊留有一子弗瑞德。史古基成年後與名為貝拉的女子相戀，青年時期曾任職於費立維先生夫婦的倉房，但在壯年時期變得醉心追逐利益，相戀多年的貝拉試圖苦勸史古基未果，最終離開史古基另嫁他人成家。
在1843年的聖誕夜，史古基已過世的合作夥伴及朋友雅各·马利的鬼魂造訪他的家並且提出警告史古基如果他生前不再作任何改變的話，那麼他將會變得像他那樣痛苦不堪。除非他得在造訪他家的三個聖誕幽靈所提出的忠言中學會改正錯誤並且體悟到人生的真諦，那麼他的靈魂才會獲得救贖。當晚，三個聖誕幽靈先後造訪史古基的家。過去的聖誕幽靈帶著史古基回到過去回顧他過往的經歷。現在的聖誕幽靈帶著史古基見識了當前倫敦對聖誕節的慶祝活動，包括史古基的員工員工鮑勃·克拉奇一家的情形。最後，未來的聖誕幽靈帶史古基見到未來發生的事，包括他過世後的經歷（像是沒有人關心他、他的財產被人竊佔與出售，沒有朋友和親人出席他的喪禮），以及鮑勃一家哀掉他們的兒子小提姆病逝的情況，見到這些後，史古基決心痛改前非做一個好人。次日他便捐款給慈善機構，並以匿名贈給員工鮑勃一隻大火雞甚至給他加薪來支付小提姆的醫藥費，因此成為鮑勃的兒子小提姆的教父。

## 創作
在《小氣財神》的史古基之前，查爾斯·狄更斯其實已經創作過類似的守財奴角色，即《匹克威克外傳》中的小角色格魯伯（Gabriel Grub）。
以吝嗇出名的英國國會議員約翰·艾爾维斯是史古基可能的原型之一。此外，以吝嗇聞名的富翁傑米·伍德也是史古基可能的原型。

## 演員
- 1992年電影《布偶聖誕頌（英语：The Muppet Christmas Carol）》，由米高·肯恩飾演。
- 1997年動畫電影《圣诞颂歌（英语：A Christmas Carol (1997 film)）》，由提姆·柯瑞配音。
- 1999年電視電影《圣诞欢歌（英语：A Christmas Carol (1999 film)）》，由帕特里克·斯图尔特飾演。
- 2004年電視電影《小氣財神：快樂頌》，由凱西·葛雷莫飾演[4]。
- 2009年動畫電影《聖誕夜怪譚》，由金·凱瑞飾演[4]。
- 2017年電影《聖誕發明家（英语：The Man Who Invented Christmas (film)）》，由克里斯托弗·普卢默飾演。
- 2019年迷你影集《聖誕頌歌（英语：A Christmas Carol (TV series)）》，由蓋·皮爾斯飾演。
- 2022年歌舞電影《耶誕魔力響叮噹》，由威爾·法洛飾演[5]。

## 文化影響
在《小氣財神》出版後，「史古基」成為英語中吝嗇鬼、守財奴的代名詞。而史古基在小說中僅講過兩次的「呿！騙人的玩意！」（Bah！Humbug！）亦成為俚語。
一種名叫「Ba humbugi」的蝸牛的命名亦是向史古基致敬。
在2005年的福布斯虚构人物财富榜上，艾比尼澤·史古基位居第十二名。
迪士尼的经典角色，唐老鸭的舅舅史高治·麦克老鸭的形象同样来自史古基。